# Итон, Альва Огастес
А́льва Ога́стес И́тон (англ. Alvah Augustus Eaton; 20 ноября 1865 — 29 сентября 1908) — американский ботаник-самоучка, специалист по папоротникообразным растениям.

## Биография
Родился 20 ноября 1865 года в городке Сибрук на юго-востоке Нью-Гэмпшира. В 1878 году семья переехала в городок Солсбери в Массачусетсе. Учился в школе в Ньюберипорте, после чего работал школьным учителем в родном Сибруке, затем — в Калифорнии.
В свободное время занимался изучением флоры северо-востока США, главным образом — папоротниками. С 1902 года — в Ботанической лаборатории Эймса в Норт-Истоне.
В 1898 году избирался секретарём Линнеевского папоротникового отделения (впоследствии — Американского папоротникового общества), в 1899 году — его президентом.
С 1904 года Итон был женат на Констанс Уилкинс, у них был единственный ребёнок Фред У. Итон.
Скончался 29 сентября 1908 года в своём доме в Норт-Истоне.
Наиболее значимыми считаются работы Итона по североамериканским видам рода Isoetes (полушник).

## Некоторые публикации
- Eaton A. A. The genus Isoëtes in New England // Fernwort Papers. — 1900. — P. 1—16.
- Eaton A. A. Pteridophytes observed during three excursions into Southern Florida // Bulletin of the Torrey Botanical Club. — 1906. — Vol. 33, № 9. — P. 455—486.

## Виды растений, названные именем А. Итона
- Isoetes eatonii R.Dodge, 1896